# 松阪インターチェンジ
松阪インターチェンジ（まつさかインターチェンジ）は、三重県松阪市にある伊勢自動車道のインターチェンジである。

## 道路
- E23 伊勢自動車道（38番）

直接接続
- 三重県道58号松阪一志線
- 三重県道59号松阪第2環状線

## 歴史
- 1990年12月6日 : 久居IC - 勢和多気C開通に伴い供用開始（当時暫定2車線）。

## 料金所
- ブース数：5

### 入口
- ブース数：2
  - ETC専用：1
  - ETC/一般：1

### 出口
- ブース数：3
  - ETC専用：2
  - 一般：1

## 周辺
- 松阪農業公園ベルファーム
- ウエストパーク松阪
- 本居宣長記念館
- 松坂城跡
- 松阪港
- 松阪市立歴史民俗資料館
- 松阪市立伊勢寺小学校
- JR東海名松線・上ノ庄駅

## 隣
E23 伊勢自動車道
(37-1) 一志嬉野IC - 嬉野PA - (38) 松阪IC - (39-1) 勢和多気JCT - (39-2) 多気ヴィソンスマートIC - 多気PA - (40) 玉城IC